# Serguei Aksiónov
Sergei Valérievitx Aksiónov (Bălți, Unió Soviètica, 26 de novembre de 1972) és un polític d'origen moldau i actual cap de govern de la República de Crimea des del 27 de febrer de 2014, territori que la Federació de Rússia de facto controla des dels inicis de la guerra ruso-ucraïnesa.
Durant una ocupació armada del Consell Suprem de Crimea per les forces d'autodefensa prorusses, Aksiónov va ser triat el 27 de febrer de 2014 com a primer ministre de Crimea. Des del 5 de març, és buscat pel Servei de Seguretat d'Ucraïna, acusat per «accions encaminades al derrocament violent, el canvi de l'ordre constitucional, o la presa del poder de l'Estat».